# سالانوئمیا
سالانوئمیا (نام علمی: Salanoemia) نام یک سرده از تیره پشیزبالان است.